# 지빌라 폰 작센코부르크고타 공녀
작센코부르크고타 공녀 지빌라(독일어: Prinzessin Sibylla von Sachsen-Coburg und Gotha, 1908년 1월 18일~1972년 11월 28일)는 작센코부르크고타 공국의 마지막 군주 카를 에두아르트와 그의 아내 슐레스비히홀슈타인의 빅토리아 아델하이트 사이에서 태어난 딸로서, 그녀의 남편은 베스테르보텐 공작 구스타프 아돌프 왕자이며, 그녀의 아들은 현재 스웨덴의 국왕인 칼 16세 구스타프이다. 남편이었던 베스테르보텐 공작 구스타프 아돌프 왕자가 스톡홀름 공항 비행기 사고로 사망하였기에 왕비가 되지는 못하였다.